# Primitivo González del Alba
Primitivo González del Alba (Burgos, 1849–Burgos, 1913) fue un jurista español, escritor legal y criminólogo originario de Burgos. En el curso de su carrera como Fiscal y Juez, estuvo involucrado en varias causas criminales famosas, que le llevaron a muchos lugares de España y que culminaron con su nombramiento en 1911, como Magistrado del Tribunal Supremo de Justicia en la corte suprema de Madrid.
Siendo un destacado criminólogo de la época, sus escritos contribuyeron al debate sobre las causas subyacentes de los crímenes. En particular, puso el énfasis en la importancia de los factores sociales que alimentan los crímenes, mientras que mantuvo, a pesar de todo, que el libre albedrío individual también jugaba un papel crucial. Al formular este punto de vista y, también, al articular su creencia de que la criminología siempre sería una ciencia en evolución y nunca estática, desafió tanto a las principales escuelas de criminología (la Positivista y la [:en:Classical School|Clásica]) y sus rígidas ideologías opuestas.

## Biografía
Nació en 1849 en la ciudad de Burgos. Su padre fue teniente de infantería y Capitán de la recién formada Guardia Civil.

## Universidad, política y periodismo
Habiendo dejado Burgos para estudiar en Valladolid, Primitivo se graduó en Derecho por la Universidad de Valladolid el 19 de junio de 1869 – una época de la Revolución de 1868, que había llevado a la Reina Isabel II a exiliarse. Atraído por el periodismo, cuando todavía tenía veinte años, Primitivo fue uno de los ayudantes de editorial en La Conciliación, un periódico diario de Valladolid publicado entre noviembre de 1869 y abril de 1870. Su objetivo fue reconciliar a los Unionistas Liberales, Progresistas y Monárquicos Democráticos, que habían formado una precaria alianza tras la Revolución de Septiembre. Los escritos de Primitivo, y las afiliaciones políticas de los otros periódicos en los que contribuyó con artículos al final de su vida, indican una consistente simpatía con los puntos de vista democráticos, progresistas y liberales.

## Carrera legal

### Los inicios de una carrera legal
Primitivo volvió a Burgos para continuar sus estudios legales en el Ilustre Colegio de Abogados, cualificándose como abogado y en diciembre de 1872, obteniendo la segunda mejor calificación en las oposiciones para entrar en el "Cuerpo de Abogados del Estado". Esto le llevó, en enero de 1873, a un puesto gubernamental en las Islas Baleares, como abogado del estado en Palma de Mallorca, durante el periodo de corta vida de la Primera República Española (1873-74). En junio de 1874 Primitivo realizó una solicitud para entrar en la judicatura, obteniendo la tercera mejor calificación en las oposiciones correspondientes. En diciembre de 1874 recibió su primer nombramiento judicial, como (Juez de primera instancia) en el pequeño pueblo de Castrojeriz (Burgos) donde permaneció hasta 1881. 

### El juez de Castrojeriz
El nombramiento de Primitivo y su estancia de siete años en Castrojeriz tuvieron lugar cuando la ciudad necesitaba estabilidad, ley y orden. Las insurrecciones Carlistas habían causado recientemente brotes de guerra civil en el norte de España y el 3 de junio de 1874 un grupo de aproximadamente 40 soldados montados Carlistas habían entrado en Castrojeriz, haciéndose con dinero, bienes y rehenes. Más de veinte años después Primitivo escribió un artículo en el Diario de Cádiz, ‘Luchas Fratricidas’, describiendo una atrocidad particular que ellos cometieron – no está claro si fue una que él presenció personalmente, o si oyó sobre ella poco después del suceso – donde mataron a uno de los abogados más mayores de la ciudad y se mofaron de su mujer y joven hijo frente a su cadáver. Al final del artículo, Primitivo explica que lo escribió porque [‘el ayer en la historia es la provechosa lección del mañana’] y para advertir a aquellos que se van a convertir en hombres: [‘quisiera solo recordar a los que pronto habrán de ser hombres, el horror verdaderamente patriótico que deberán sentir en su alma hacia las tremendas luchas fratricidas’]. Estos comentarios suponen una trágica ironía ya que el propio hijo de Primitivo, que nació el mismo año que él escribió este artículo, iba a ser asesinado durante la guerra civil española en 1936.
En reconocimiento de sus servicios mientras permaneció en Castrojeriz, que incluyeron el tratamiento del complejo juicio denominado El Proceso de Belbimbre en julio de 1880 de una banda de criminales acusados de 62 crímenes - una cadena de robos por las provincias de Burgos y Palencia y varios asesinatos, incluyendo el del párroco de Belbimbre - Primitivo fue condecorado, por real decreto de 18 de octubre de 1880, y a la edad de treinta y un años, con la Orden de Isabel la Católica (en 1906, en su promoción como Presidente de Sala en Madrid, se le otorgó el mayor nivel de esta condecoración, la Gran Cruz de Isabel la Católica).

### Nombramientos sucesivos
Después de 1881, Primitivo se mudó varias veces en una rápida sucesión a la vez que fue promocionado a puestos de creciente responsabilidad, principalmente en Andalucía. Desde Castrojeriz se fue a Cabra (Córdoba)), donde fue Juez de ascenso (1881-82); entonces se trasladó a Cádiz como Magistrado de la Audiencia de lo Criminal (1882-86), luego a Utrera (Sevilla) donde permaneció durante los años 1886-1892, primero como Fiscal y después como Presidente de la Audiencia. A partir de allí ostentó brevemente puestos en Granada (1892-93), Albacete (1893-94), Huelva (1894) y de vuelta en Cádiz (1895). En diciembre de 1895 lo mandaron a las Islas Canarias como Fiscal de la Audiencia Territorial de Las Palmas y permaneció allí hasta marzo de 1897, cuando fue trasladado al norte de España para ser Presidente de Sala de la Audiencia Territorial de Oviedo. Aquí estuvo solo nueve meses, siendo transferido tras su solicitud de vuelta al sur de España en diciembre de 1897, para asumir el puesto equivalente en Granada, donde permaneció hasta que una mayor promoción le llevó hasta Madrid en agosto de 1902.
Durante el resto de su carrera Primitivo estuvo en Madrid, primero como Presidente de Sección de la Audiencia Judicial de Madrid (1902-06) y después como Presidente de Sala de la Audiencia de Madrid (1906-1910). En noviembre de 1910 fue nombrado Presidente de la Audiencia Territorial de Madrid. Finalmente, en febrero de 1911 fue nombrado Magistrado del Tribunal Supremo, un puesto que le dio derecho a ser tratado como Excelentísimo, aunque su obituario realizado por Antonio Soto y Hernández relata que informalmente era conocido afectuosamente por todo el mundo como "Don Primitivo". 

### Algunos juicios
Primitivo estuvo involucrado en un número de juicios de alto perfil reportados en la prensa regional y nacional. Entre ellos se incluye un complicado caso durante su estancia en Cádiz, conocido como El Crimen de la Algaida, acerca de un brutal asesinato en 1894 de un célebre criminal. Dos miembros de la Guardia Rural local, entre muchos otros, estuvieron implicados en el crimen, pero el jurado al final encontró a todos los acusados no culpables.
Mientras estaba en las Islas Canarias en 1896 Primitivo actuó como Fiscal en el caso de El Crimen de Taganana, un crimen pasional en la isla de Tenerife en la que Irene Ravelo Suárez fue acusada de matar a su amante - de quien tuvo un hijo mientras su marido estaba en América - con un hacha, causándole una enorme herida en la cabeza que le llevó a su muerte de meningitis encefalítica dos meses después. Fue declarada culpable de los principales cargos, pero circunstancias atenuantes causaron que recibiera una corta pena de prisión de un año y un día.
Otro caso, durante la estancia de Primitivo en Granada, fue el que se conoció como El Crimen del Castillo de Locubín, un asesinato en octubre de 1898. La víctima, muerto en una conspiración entre su mujer, su hijo - sacerdote - y su cuñado, fue atraído a un lugar solitario lejos de su pueblo, le envenenaron, apuñalaron y desfigurado hasta quedar irreconocible. Al muerto se le introdujeron documentos de identidad falsos para llevar a los investigadores a una pista falsa, y varias tarjetas postales fueron falsificadas y enviadas al domicilio real de la víctima desde Granada, diciendo que había muerto de causas naturales durante un viaje a esta ciudad. Su familia siguió el duelo, el hijo celebró un Réquiem por su difunto padre, pero vecinos sospechosos causaron la realización de una investigación policial que reveló que las postales fueron falsificadas y dieron lugar al arresto de los tres principales sospechosos, a quienes se encontró culpables y fueron condenados a muerte. 

#### Asesinato en la calle Fuencarral
El caso más sensacional que sucedió estando Primitivo en el tribunal fue El Crimen de la Calle de Fuencarral, a propósito de un asesinato en Madrid en 1902. La recapitulación de Primitivo fue descrita en el periódico El Imparcial el 14 de febrero de 1903 como “un modelo de oratoria forense y de imparcialidad”. Cecilia Aznar, una criada para todo, fue acusada de asesinar a su excéntrico patrón, Manuel Pastor y Pastor, golpeándole repetidamente con una plancha plana, y robándole una gran cantidad de dinero en efectivo. Entonces se fugó a Barcelona en tren, donde fue a correrse una juerga con dos amigos varones antes de ser capturada, tras una cacería masiva en toda la nación, cerca de la frontera francesa. El caso recibió una enorme publicidad a causa del extraño carácter de la víctima, un adinerado y profundamente religioso hombre convertido al protestantismo que vivía una frugal vida acentuada por desesperados intentos de seducir a las mujeres. Llevada de vuelta a Madrid para el juicio, Cecilia - cuyo hijo ilégitimo de tres años, que ella había dado a su madre para que lo criara, fue traído dramáticamente a la sala de vistas en un intento de ganar la simpatía del jurado - alegó que lo había matado en defensa propia cuando Pastor había intentado violarla, pero se probó que él tuvo que estar recostado y durmiendo cuando empezó el ataque. Encontrada culpable, Cecilia fue condenada a muerte, pero su sentencia fue conmutada en una apelación por cadena perpetua. Una crónica novelada del caso, escrita por Blanca Bertrand, fue publicada en 1986 como "El Otro Crimen de la Calle de Fuencarral", mostrando a Primitivo en los capítulos que trataban de la audiencia judicial y la sentencia.

## Publicaciones: artículos, traducciones y ediciones
A lo largo de toda su carrera Primitivo escribió extensamente sobre un amplio abanico de temas legales. Contribuyó con al menos cincuenta artículos (además de más de cincuenta revisiones de libros) al boletín profesional de la Revista General de Legislación y Jurisprudencia, empezando en 1871 cuando tenía 22 años. El tema de su primer artículo, en la necesidad de proporcionar ayuda legal a los litigantes pobres, [El beneficio de pobreza para pleitos], y el del último publicado cuarenta años después, en 1911, debatiendo que la vagancia y mendicidad son un problema social que no puede ser tratado como un crimen [Sociología criminal: la vagancia y la mendicidad no pueden ser material de delito], son una indicación de las preocupaciones sociales durante toda su vida. Otros de sus artículos tratan sobre asuntos como determinar la edad en la que un niño puede considerarse responsable de un crimen; matrimonio civil e hijos ilegítimos; sentencias provisionales; sonambulismo y si éste exime de responsabilidades criminales; accidentes en el trabajo y derechos de los trabajadores; el desahucio de inquilinos; la influencia de la pasión en los crímenes; fraude; locura e imbecilidad; y delincuencia juvenil. También contribuyó con muchos otros artículos en la Enciclopedia Jurídica Española y en otros boletines como La Revista de los Tribunales, sin embargo Soto y Hernández indica que Primitivo firmó muchos de ellos,  solo con la inicial "A".
En 1880 Primitivo participó en un concurso literario organizado por La Casa de Cervantes en Valladolid, ganando una medalla de plata por su ensayo (publicado como un folleto el mismo año), Influencia de la Prensa en la Civilización de los Pueblos, en el que argumenta un fuerte caso a favor de la prensa y su civilizada influencia en el desarrollo de las naciones y comunidades. 
Publicado en Cádiz en 1890, el libro de Primitivo sobre la nueva ley electoral que ampliaría el voto a todos los varones adultos, Ley electoral por sufragio universal sancionada en 26 de junio de 1890, contenía su introducción explicativa seguida por el texto completo de esta reconocida ley.
En 1893, mostró la publicación del libro de texto que más hizo para establecer la larga reputación de Primitivo como un escritor legal excepcional: Tratado de la Prueba en Material Criminal, una nueva versión española de un libro clave sobre las pruebas criminales del Profesor C.J.A. von Mittermaier de la Universidad de Heidelberg, primeramente publicado en alemán en 1834. Conteniendo apéndices muy extensos de Primitivo sobre la ley española, se publicaron ediciones adicionales bajo su nombre en 1901, 1906, 1916 y 1929 (ediciones publicadas en Argentina en 1993, 1999 y 2006 continuaron otorgándole el mérito a Primitivo en la portada, aunque los publicados en España en 1959 y en adelante ya no lo hicieron).

### Sociología Criminal
La más influyente y bien conocida introducción escrita por Primitivo fue una muy extensa escrita para ‘Sociología Criminal’, la traducción de 1907 al español de un libro de Enrico Ferri, primero publicado en italiano en 1884. Primitivo admira y está de acuerdo con muchas de las teorías Positivistas de Ferri sobre la necesidad de prevención contra el crimen más que de su castigo, y de tener en cuenta factores sociales y económicos cuando se identifican las causas de la criminalidad. La investigación y un creciente cuerpo de evidencia estaba socavando la tradicional escuela Clásica que, desde la antigüedad, había mantenido que el crimen brotaba de una elección moral libremente escogida por los individuos, quienes necesitaban ser mantenidos personalmente responsables de sus actos y recibir corrección penal o castigo por sus crímenes para ser rehabilitados y reformados.
Sin embargo, aunque respalda muchas de las nuevas ideas Positivistas, Primitivo rechaza vigorosamente las teorías de los Positivistas antropológicos, como el mentor de Ferri, Cesare Lombroso, relativas a la fisonomía de los criminales y las demandas científicas para ser capaces de identificar y clasificar a los tipos de criminal por la frenología (protuberancias en las formas del cráneo, por ejemplo, pretendidamente indicativas de una propensión hacia el crimen, o incluso una certeza biológica de que alguien cometería crímenes). Las opiniones de Primitivo estuvieron sostenidas, en esta etapa de su vida, por una buena experiencia personal de más de 30 años tratando con criminales bajo el sistema legal. De acuerdo con Primitivo, los factores biológicos y hereditarios podrían tener alguna influencia para producir comportamiento criminal, pero es el entorno, factores sociales y económicos los que son de lejos mucho más importantes y - crucialmente - incluso así, siempre se ve involucrado algún grado de libre albedrío (excepto en casos de locura o estados involuntarios como el sonambulismo). Aunque admira las teorías de Ferri, Primitivo no cree que sean completamente científicas ni explicaciones universales para las causas de la criminalidad. Él argumenta que la criminología en sí mismo es una ciencia en evolución que no puede ser definida por cualquier conjunto de dogmas inmutables. En ese sentido, él rechaza ambas, las Positivistas y la opuesta escuela tradicional de criminólogos Clásicos, y se alinea con un creciente cuerpo de ‘eclecticistas’ cuyos puntos de vista, principalmente, iban a prevalecer.

### Publicación póstuma de "Estudios Jurídicos"
Su libro ‘Estudios Jurídicos’, que estaba en impresión cuando él murió, se publicó póstumamente unas pocas semanas después con la adición de un obituario por el Jefe de Edición de la Revista de los Tribunales, Antonio Soto y Hernández. El libro comprende las opiniones de Primitivo sobre un amplio rango de asuntos, parafraseados más abajo.
Un capítulo sobre criminalidad da sus causas como predominantemente sociales. Para prevenir la delincuencia juvenil los jóvenes deben de recibir una educación ética que vaya bastante más allá de la alfabetización básica, de forma que al despertar en ellos una conciencia estética latente, se adopte un autorrespeto y una comprensión de los valores morales que estimularán el desarrollo de aspiraciones nobles y altruistas. Como madres, las mujeres juegan un papel clave en el desarrollo espiritual de sus hijos. Los hijos abandonados y sin techo, o aquellos que ya son delincuentes, no deben de ser oprimidos y castigados sino que hay que proporcionarles este tipo de educación, en instituciones residenciales si es necesario. Los criminales mayores de edad serían más probablemente reformados si se les impusiera más a menudo por las cortes sentencias condicionales, con reducciones de sentencia y libertad anticipada por buen comportamiento. En la época en que él lo escribió, éstas todavía eran innovaciones muy recientes y, por tanto, solamente acababan de empezar a hacer una sociedad diferente, pero según la opinión de Primitivo deberían de ser perseguidas más activamente. Hay una necesidad de combatir la inercia de aquellos que no harán el esfuerzo de implementar políticas más progresistas. 
Otra sección trata de la necesidad de la prevención de los crímenes a través del tratamiento de los problemas de la dependencia del alcohol, que afecta en más del 35% de los crímenes, especialmente aquellos con violencia. La pobreza urbana, las viviendas pobres y los horarios laborales opresivamente largos hacen de la taberna una fuente de refugio y escape de la miseria pero a menudo causa la destrucción de la salud, la moral y la vida familiar. Se necesitan iniciativas gubernamentales para proporcionar mejores viviendas para las clases trabajadoras. Las autoridades cívicas no deberían de ver las ventas de alcohol principalmente en términos de los impuestos que ellas proporcionan sino que deberían de prestar más atención a la salud de los pobres y los crímenes que a menudo provocan. Algunos sociólogos abogan por su total prohibición, o la venta de alcohol únicamente en ciertos comercios autorizados, pero Primitivo favorece la aproximación en Suiza y Holanda para reducir el número de tabernas y restringir sus horarios de apertura, particularmente los domingos y fiestas públicas. Él también recomienda que se proporcione la mayor cantidad de diversiones, deportes y otras distracciones del tiempo libre para las clases trabajadoras. 
Otros capítulos tratan de preocupaciones sobre los cambios recientes en la forma en que son realizados los nombramientos judiciales (los jueces deben de ser nombrados y promovidos por sus capacidades profesionales e intelectuales), los beneficios de sentencias provisionales y suspendidas, y las circunstancias bajo las que es justificable para el jurado ser informados, durante el juicio, sobre otros crímenes conectados, que el acusado haya cometido o que se alega que haya cometido.

## Enfermedad y muerte
Después de que las cortes hubieran cerrado por el receso estival en 1913, Primitivo dejó la capital con su familia para pasar algunas semanas de vuelta en su Burgos natal, sabiendo que estaba seriamente enfermo con un incurable mal en el hígado. Pocos días antes de salir por última vez de Madrid, Primitivo escribió lo último que le fue publicado, de diferente naturaleza que sus otros escritos. Se trata del corto prefacio de una novela titulada Sueños de Amor de su amigo Aurelio Canudo. Empezaba abruptamente con “Enfermedad amarga y tenebrosa me tiene dolorido. Entreveo un final desagradable”, Primitivo dice que todavía no ha renunciado a todo esperanza de vivir más tiempo, ya que cuando menos lo esperas, como un brote explotando en hojas, un nuevo resurgimiento de vida puede aparecer. Canudo, explica, es como él, hijo de un oficial de la Guardia Civil, y ha escrito artículos defendiendo a esta organización, haciéndole popular entre sus miembros. Como que el libro no trataba de temas legales, no podía dar un juicio general sobre su mérito pero en su opinión personal se trataba de una buena novela, donde Canudo sobresale en un estilo que contiene verdades irónicas. Primitivo acaba con el deseo [“¡Quiera Dios que la censura de los maestros corre parejas con el gusto con que yo la he leído, en horas de amargo dolor y en ratos de tenebrosa dolencia!”].
El estado de Primitivo empeoró rápidamente al final del verano y durante la primera la semana de septiembre varios periódicos informaron de que estaba gravemente enfermo y que se le habían dado los últimos sacramentos. El 7 de septiembre murió, a los 64 años de edad, en la misma parroquia en la que había nacido. Varios obituarios apuntaron que él había disfrutado de una envidiable buena salud durante su vida, pero que la enfermedad del hígado que había aparecido a principios de 1913 finalmente pudo con él, después de [muchos días de sufrimientos atroces, soportados con ejemplar resignación]. Su entierro tuvo lugar al día siguiente en el cementerio de San José en Burgos, el sacerdote que ofició fue su sobrino (hijo de su hermana Petra), don Miguel Polo y González del Alba. Prácticamente treinta años después, en 1942, el cuerpo de su esposa Ángeles fue trasladado desde Madrid, donde ella había fallecido a los 84 años.

### Obra del autor
- El juicio oral y público: observaciones sobre su planteamiento, Imprenta de la Revista de Legislación, Madrid 1876
- Guía del propietario: disposiciones legales y vigentes sobre el arrendamiento y el desahucio, Hijos de Rodríguez, Valladolid 1878
- Influencia de la Prensa en la Civilización de los Pueblos, La Casa de Cervantes en Valladolid, Hijos de Rodríguez, Valladolid 1880
- El Proceso de Belbimbre: observaciones sobre la causa instruida con motivo de los robos y homicidios ejecutados en Belbimbre y otros pueblos de las provincias de Burgos y Palencia, Serie 'Procesos célebres de actualidad', Hijos de Rodríguez, Valladolid 1881
- Ley electoral por sufragio universal sancionada en 26 de junio de 1890, Ildefonso Prieto y Luque, Cádiz 1890
- Tratado de la Prueba en Material Criminal, traducción española con amplios apéndices de Primitivo González del Alba del trabajo del Profesor C. J. A. von Mittermaier primeramente publicado en alemán en 1834 (como Die Lehre vom Beweise im deutschen Strafprozesse... in Vergleichung mit den Ansichten des englischen und französischen Strafverfahrens), 1893 y varias ediciones subsecuentes
- Luchas Fratricidas, en Impresiones y Recuerdos: artículos publicados en el Diario de Cádiz, Imprenta de la Revista Médica, Cádiz 1895
- La Imputabilidad: conferencia de D. Primitivo González del Alba, celebrada en el Ateneo de Cádiz el día 10 de diciembre de 1895, Talleres Tipográficos de Manuel Álvarez, José R. de Santa Cruz, Cádiz 1896
- La imputabilidad ante las escuelas antropológicas: estudio de derecho penal, Imprenta de la Revista de Legislación, Madrid 1896
- Los Golfos, artículo en El Diario de Tenerife, 28 de abril de 1897
- Prefacio de Solemnidad taquigráfica: verificada el domingo 28 de mayo de 1899 en la Abadía del Sacro-monte, para la concesión de títulos de peritos en taquigrafía a los Sres. alumnos del Sacro-monte de Granada, Viuda é Hijos de Paulino V. Sabatel, Granada 1900
- Prefacio de La Función Judicial, Carlos López de Haro, Editorial de Góngora, Madrid 1904
- Introducción a Sociología Criminal, Enrico Ferri, traducido por Antonio Soto y Hernández, Editorial de Góngora, Madrid 1907 (reimpreso por Analecta Editorial, Pamplona 2005)
- Introducción a Justicia Municipal: Ley 5 de Agosto de 1907 reorganizando la administración de justicia en los juzgados y tribunales municipales, Santiago Senarega, Hijos de Tomás Minuesa, Madrid 1907
- Prefacio de Nueva compilación de la doctrina sobre competencias entre la Administración y los Tribunales de Justicio y Recursos de Queja, Pío de Frutos de Córdoba, Diputación Provincial, Segovia 1907
- La Condena Condicional: Ley de 17 de marzo de 1908, Hijos de Reus, Madrid 1908
- Prefacio de Glosas a la Ley de Justicia Municipal, Luis Zapatero González, Imprenta de Agapito Zapatero, Valladolid 1909
- Estudios Jurídicos, Editorial de Góngora, Madrid 1913
- Prefacio de Sueños de Amor, Aurelio Canudo, La Editora, Madrid 1914

## Obra sobre el autor
- Historia de la Criminología en España, Alfonso Serrano Gómez, Dykinson, Madrid 2007 [pp 121-122 y 410-411 son específicamente sobre Primitivo, cuyo apellido es dado incorrectamente tanto como González de Alba y como González Alba]
- La Imputabilidad en el Derecho Penal español: imputabilidad y locura en la España del siglo XIX, Joaquín González González, Editorial Comares, Granada 1994 [pp 209-212, subtitulado La teoría de la imputabilidad en Primitivo González del Alba]
- El Otro Crimen de la Calle de Fuencarral, Blanca Bertrand, Ediciones Albia, Madrid 1986 [capítulos XI y XII]
- Gerechtigkeit verwalten: Die spanische Justiz im Übergang zur Moderne, Johannes-Michael Scholz, Vittorio Klostermann, Frankfurt am Main 2003 [pp 1035-1039 tratan sobre Primitivo, cuyo apellido es dado incorrectamente como González de Alba]
- Escritores Burgaleses, Fr. Licinio Ruiz OSA & Julián García Sáinz de Baranda, Imprenta de la Escuela de Reforma, Alcalá de Henares 1930, p. 218
- Semblanzas Jurídicas, Juan Antonio Galvarriato, v. 1, 1906
- La Correspondencia de España, 29 de junio de 1884: informe en la primera plana del funeral de Eladia López de Iturralde; 19 de febrero de 1912, artículo sobre el Desfile de Carnaval de Madrid